# Frederico de Marco
Frederico di Carlo de Marco (São Paulo, São Paulo, 25 de abril de 1885 - São Paulo, 23 de junho de 1960) foi um cirurgião, cientista, professor e inventor brasileiro mais conhecido por inventar os métodos que possibilitaram o primeiro relato de realização de chuva artificial do mundo. Realizou pesquisas na área de transmissão de energia a distância, na inovação de métodos cirúrgicos e na interação do magnetismo com a biologia.

## Figura excêntrica
Frederico de Marco era um homem sério, sisudo, de cabeleira esparsa, tez acentuada e vestido de preto. Mantinha um consultório médico em sua cidade natal, Araraquara, instalado em um casarão na esquina da Rua Gonçalves Dias com a Avenida Espanha. Lá, no porão, havia um complexo de aparelhos médicos e científicos onde atendia os clientes. Nas paredes podia ser visto rabiscados fórmulas, símbolos e equações e nas mesas, sempre inúmeras provetas, ferramentas e cadernos de anotação.
Era considerado um excêntrico por muitos devido à aparência, incomum para a época, e ao fato de fazer pesquisas científicas que fugiam do entendimento das pessoas. Uns o chamavam de visionário, outros de louco, mas sempre recebeu apoio de inúmeros cientistas, inclusive do exterior. Na cidade corriam boatos que diziam que Frederico de Marco tinha poderes hipnóticos.

## Manda-Chuva
Sua maior façanha foi ter subido em um avião em um dia ensolarado do ano de 1940 e ter feito chover, após jogar sais, preparados por ele próprio, por cima das nuvens. Tal acontecimento foi registrado em uma placa de bronze que ainda hoje existe no Aeroporto Estadual de Araraquara Bartolomeu de Gusmão:
| “ | Perpetua, este marco, como testemunho do povo araraquarense às primeiras experiências de chuva artificial realizadas em 1940 pelo professor doutor Frederico de Marco que, com avião pilotado por Edmundo Lupo, juntamente com Leopoldo Graciato e Benedito Brasileiro de Souza entraram nas nuvens provocando chuva. A fim de firmar a prioridade à posteridade o município de Araraquara colocou no lugar do acontecimento este símbolo histórico. | ” |

Na verdade, suas experiências com chuva artificial começaram em 1914, e em 1917 chegou a realizar experiências em Buenos Aires. Por não perceber interesse das pessoas, apenas voltaria a pesquisar formas de chuva artificial por volta de 1940. Frederico de Marco chegou, inclusive, a criar um foguete de baixo custo que, ao ser lançado, espalhava iodeto de prata nas nuvens e com isso a precipitação ocorria.

## Pesquisas
Frederico de Marco teve reconhecimento internacional e recebeu convites para trabalhar no exterior, mas nunca aceitou. Preferiu não deixar sua cidade natal, onde morreu pobre. Costumava dizer às pessoas: "Jamais usufruirei vantagens financeiras dos meus inventos e descobertas. Sou um intérprete de Deus. Um intermediário entre Ele e a humanidade. O resto não importa."
Em 1944 despertou o interesse de Einstein, com quem trocou correspondências após praticar experiência sobre o efeito da colisão de fótons. Sua intenção era explicar a natureza da luz.

## Legado
A Avenida Cientista Frederico de Marco leva seu nome. Esta tem início no entroncamento da Vaz Filho, no Jardim Floridiana, e termina no cruzamento com Rua Ruy Barbosa na Vila Santo Malara.